# Allwinner Technology

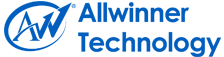

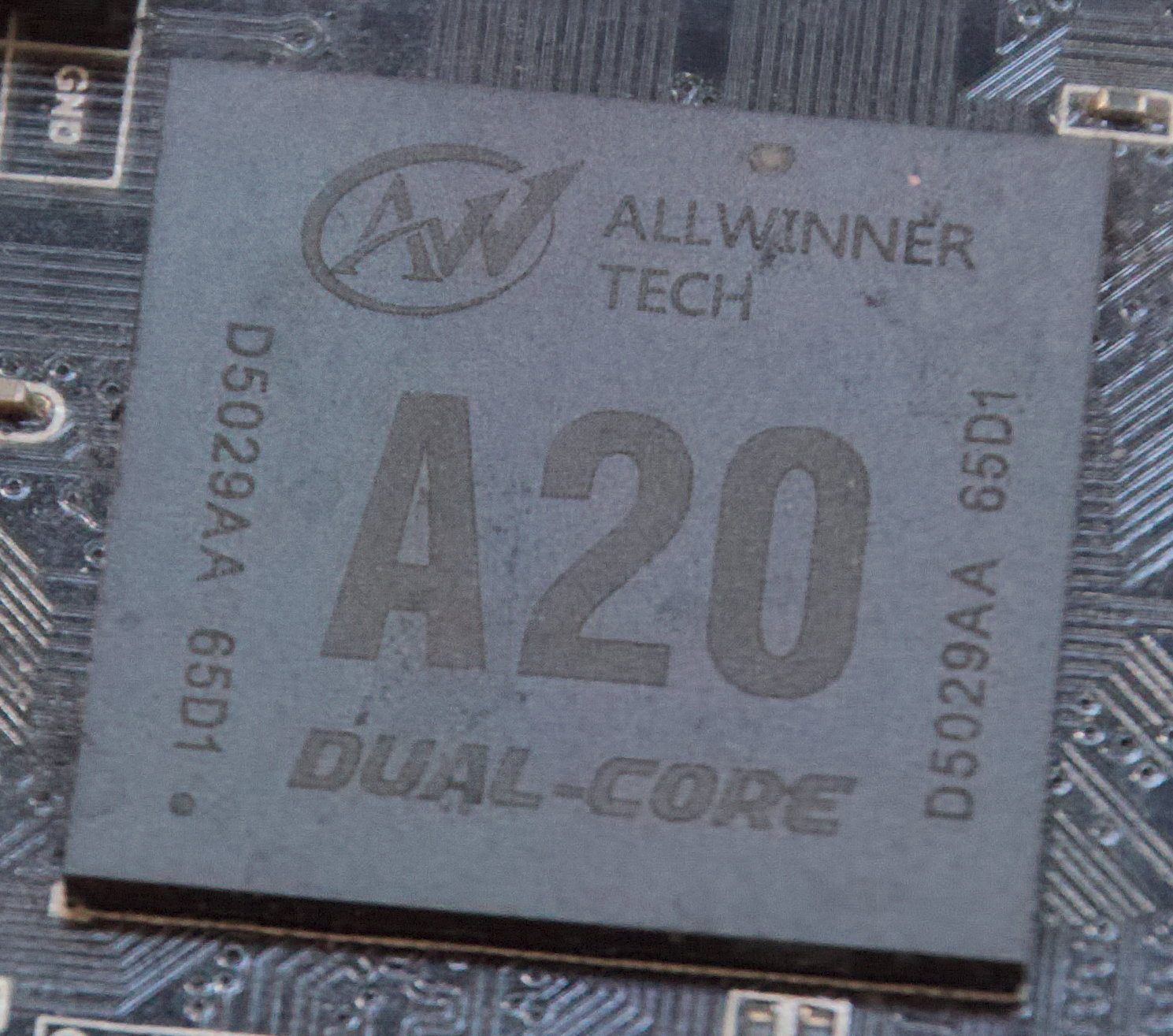
Allwinner A20 usado em um Cubieboard2

Allwinner Tecnologia é uma empresa de semicondutores da china que projeta computadores baseado em system on a chip (SoC). Com sede em Zhuhai, Guangdong, a empresa emprega actualmente cerca de 500 pessoas. Ela tem um escritório de vendas e suporte técnico em Shenzhen, Guangdong, e as operações de logística em Hong Kong.
Desde a sua fundação em 2007, Allwinner lançou mais de quinze processadores SoC que têm sido amplamente implementadas em tablets baseados em Android, bem como em smartphones, sistemas de câmera de vídeo, DVRs para carro e media players carro.

## GPL controvérsias
Allwinner foi acusada diversas vezes no passado por violação  da licença GPL license por não informar código fonte do kernel Linux/Android ou U-Boot source, e por usar código licenciado sob a licença LGPL junto de seus códigos binários.